# ماکسیمیلیان شل
ماکسیمیلیان شل (به انگلیسی: Maximilian Schell) (زادۀ ۸ دسامبر ۱۹۳۰ - درگذشتۀ ۱ فوریۀ ۲۰۱۴) بازیگر، فیلمساز و تهیه کنندۀ اتریشی‌تبارِ برندۀ جایزۀ اسکار بود.
او برای فیلم قضاوت در نورنبرگ در سال ۱۹۶۱ برندۀ جایزۀ اسکار بهترین بازیگر نقش اول مرد شد. او پدر تعمیدی آنجلینا جولی بود.

## زندگی‌نامه
شل در خانواده‌ای هنرمند زاده شد. پدر او هرمان فردیناند شل شاعر، نویسنده و نمایش‌نامه‌نویس و مادرش مارگاریت، بازیگر بود.

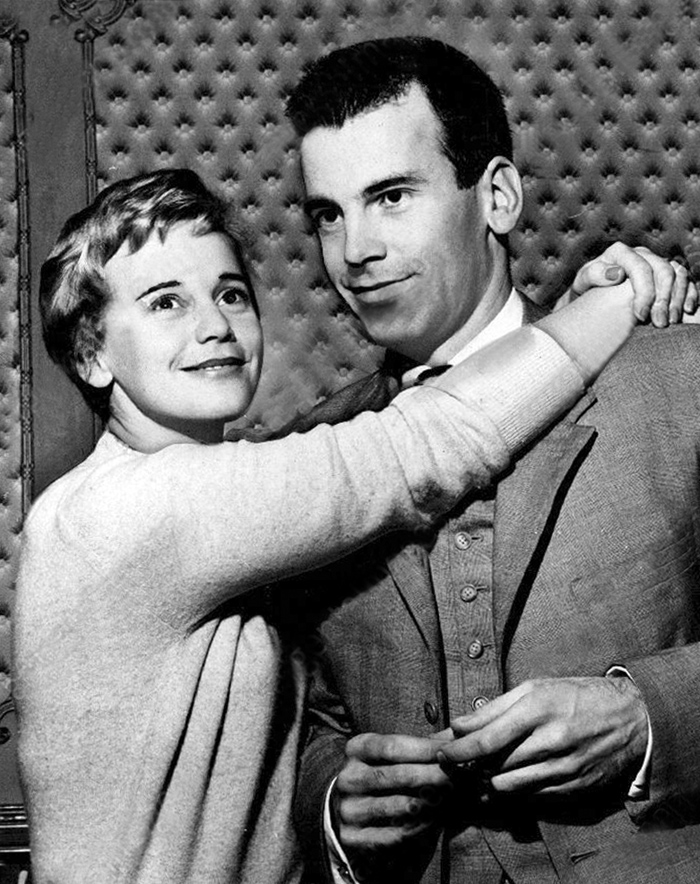
به همراه خواهرش (۱۹۵۹)

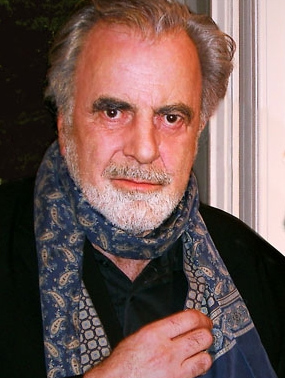

از شل یه عنوان یکی از موفق‌ترین بازیگران آلمانی زبان فیلم‌های انگلیسی (هالیوودی) پس از امیل یانینگز (برندۀ اولین اسکار بازیگری نقش اول مرد تاریخ سینما) یاد می‌کنند. ولی برخلاف یانینگز، او یک ضد نازی بود.
بسیاری ماکسیمیلیان شل را در کنار موریس شوالیه و مارچلو ماسترویانی به عنوان بزرگ‌ترین بازیگران غیرانگلیسی زبان تاریخ سینمای آمریکا یاد می‌کنند. وی اولین فیلم هالیوودی خود به نام «شیرهای جوان» را در سال ۱۹۵۸ در کنار مارلون براندو و مونتگومری کلیفت بازی کرد. شل سپس در سریال‌های متعددی چون «تماشاخانۀ ۹۰»، «رکن پنجم» و «هملت» ایفای نقش نمود.
اما نقطه اوج کارنامه کاری شل در سال ۱۹۶۱ با حضور در شاهکار استنلی کریمر، قضاوت در نورنبرگ رقم خورد، وی توانست در دومین حضور سینمایی خود در هالیوود صاحب جایزه ارزشمند اسکار شود او در این فیلم به نقش هانس رولف وکیل مدافع جنایت کاران جنگی در کنار بزرگان سینمای جهان از جمله اسپنسر تریسی، برت لنکستر، جودی گارلند، مارلنه دیتریش، مونتگومری کلیفت و ریچارد ویدمارک ایفای نقش نمود فیلم با بودجه سه میلیون دلار ساخته شد و توانست در گیشه بیش از ۱۰ میلیون دلار کسب کند شل توانست با کنار زدن رقبای سرسخت خود در این فیلم و پل نیومن در فیلم بیلیارد باز جایزه اسکار را تصاحب کند.
در سال ۱۹۷۰ شل با ساخت اولین فیلمش عشق اول توانست نامزدی جایزه اسکار بهترین فیلم خارجی زبان را برای کشور سوئیس به ارمغان آورد او این کار را سه سال بعد با فیلم رهگذر محصول کشور آلمان غربی نیز تکرار کرد.
وی بعدها موفقیت چندانی در عالم سینما کسب نکرد و تنها حضور درخشان در فیلم مردی در اتاق شیشه‌ای (۱۹۷۵) (نامزد جایزه اسکار نقش اول مرد) و جولیا (۱۹۷۷) ساخته فرد زینمان (نامزد جایزه اسکار نقش مکمل مرد) را به کارنامه هنری خود افزود.
وی بعدها در دو سریال مشهور پتر کبیر ۱۹۸۶ (در نقش پتر کبیر) و سریال استالین ۱۹۹۲ (در نقش ولادمیر لنین بنیان‌گذار اتحاد جماهیر شوروی سوسیالیستی) نیز ایفای نقش کرد که توانست برای سریال استالین، جایزه امی نامزد گردد و همچنین جایزه گلدن گلوب بهترین بازیگر مکمل مرد را برای این سریال تصاحب کند.
در سال ۱۹۸۵ با ناتالیا آندرچنکو یکی از بازیگران مشهور روسی که در دهه‌های ۷۰ و ۸۰ در کشور شوروی شهرت فراوانی داشت ازدواج کرد و این ازدواج تا سال ۲۰۰۵ دوام داشت.
ماکسیمیلیان شل، پس از یک بیماری ناگهانی و جدی در بیمارستانی در شهر اینسبروک اتریش در سن ۸۳ سالگی درگذشت.
ماریا شل، خواهر درگذشته او، هم هنرپیشه‌ای مشهور بود.

## فیلمشناسی
| عنوان                              | سال       | نقش                                    | توضیحات |
| ---------------------------------- | --------- | -------------------------------------- | --- |
| Kinder, Mütter und ein General     | ۱۹۵۵      | Deserteur                              | |
| The Plot to Assassinate Hitler     | ۱۹۵۵      | عضو گروه کرایسا                        | |
| Ripening Youth                     | ۱۹۵۵      | Jürgen Sengebusch                      | |
| The Girl from Flanders             | ۱۹۵۶      | Alexander Haller                       | |
| The Marriage of Doctor Danwitz     | ۱۹۵۶      | Dr. Oswald Hauser                      | |
| A Heart Returns Home               | ۱۹۵۶      | ولفگانگ توماس                          | |
| The Last Ones Shall Be First       | ۱۹۵۷      | Lorenz Darrandt                        | |
| شیرهای جوان                        | ۱۹۵۸      | کاپیتان هاردنبرگ                       | |
| Ein wunderbarer Sommer             | ۱۹۵۸      | Josef Ospel                            | |
| هملت                               | ۱۹۶۱      | هملت                                   | تله‌فیلم. در یک قسمت از Mystery Science Theater 3000 به کاربرد شده‌است |
| محاکمه در نورنبرگ                  | ۱۹۶۱      | هانس رولف                              | جایزه اسکار بهترین بازیگر نقش اول مرد جایزه گلدن گلوب بهترین بازیگر مرد فیلم درام جایزه حلقه منتقدان فیلم نیویورک برای بهترین بازیگر نقش اول مرد نامزدی – جایزه بفتای بهترین بازیگر نقش اول مرد نامزدی – Laurel Award for Top Male Dramatic Performance |
| Five Finger Exercise               | ۱۹۶۲      | والتر                                  | |
| گوشه‌نشینان آلتونا                  | ۱۹۶۲      | Franz von Gerlach                      | |
| The Reluctant Saint                | ۱۹۶۲      | جوزپه                                  | |
| توپ‌قاپی                            | ۱۹۶۴      | والتر هارپر                            | |
| Return from the Ashes              | ۱۹۶۵      | استانیسواس پیلگرین                     | |
| دکتر و شیطان                       | ۱۹۶۵      |                                        | |
| رابطه مرگ‌آور                       | ۱۹۶۷      | دیتر فری                               | |
| The Desperate Ones                 | ۱۹۶۷      | مارِک                                   | |
| کنترپوان                           | ۱۹۶۸      | ژنرال شیلر                             | |
| قصر                                | ۱۹۶۸      | قصر                                    | |
| هایدی                              | ۱۹۶۸      | ریشار سزمان                            | تله‌فیلم |
| کراکاتوآ، شرق جاوه                 | ۱۹۶۸      | کاپیتان هانسون                         | |
| سیمون بولیوار                      | ۱۹۶۹      | سیمون بولیوار                          | |
| عشق نخستین                         | ۱۹۷۰      | پدر روحانی                             | جشنواره بین‌المللی فیلم سن‌سباستین Silver Seashell نامزدی – جایزه اسکار بهترین فیلم بین‌المللی |
| Paulina 1880                       | ۱۹۷۲      | Michele Cantarini                      | |
| پاپ ژوان                           | ۱۹۷۲      | آدریان                                 | |
| عابر پیاده                         | ۱۹۷۳      | Andreas Giese                          | جایزه بهترین فیلم غیر انگلیسی‌زبان در مراسم گلدن گلوب نامزدی – جایزه اسکار بهترین فیلم بین‌المللی |
| پرونده اودسا                       | ۱۹۷۴      | Eduard Roschmann                       | |
| The Rehearsal                      | ۱۹۷۴      |                                        | |
| مردی در اتاق شیشه‌ای                | ۱۹۷۵      | آرتور گولدمن                           | نامزدی – جایزه اسکار بهترین بازیگر نقش اول مرد نامزدی – جایزه گلدن گلوب بهترین بازیگر مرد فیلم درام |
| Der Richter und sein Henker        | ۱۹۷۵      | Robert Schmied on Audiotape            | صداپیشه، نقش در عنوان بندی نیامده صدف نقره‌ای جشنواره بین‌المللی فیلم سن‌سباستین |
| The Day That Shook the World       | ۱۹۷۵      | یورو ساراتس                            | |
| سنت آیوس                           | ۱۹۷۶      | دکتر جان کانستیبل                      | |
| صلیب آهنین                         | ۱۹۷۷      | هائوپتمان فون استرانسکی                | |
| پلی در دوردست                      | ۱۹۷۷      | اوبرگروپنفورر ویلهلم بیتریش            | |
| جولیا                              | ۱۹۷۷      | یوهان                                  | جایزه حلقه منتقدان فیلم نیویورک برای بهترین بازیگر نقش مکمل مرد نامزدی – جایزه اسکار بهترین بازیگر نقش مکمل مرد نامزدی – جایزه گلدن گلوب بهترین بازیگر نقش مکمل مرد نامزدی – National Society of Film Critics Award for Best Supporting Actor           |
| بازیکنان                           | ۱۹۷۹      | مارکو                                  | |
| Geschichten aus dem Wienerwald     | ۱۹۷۹      | Theatre Visitor                        | در عنوان بندی نیامده |
| Avalanche Express                  | ۱۹۷۹      | کلنل نیکلای بونین                      | |
| با هم؟                             | ۱۹۷۹      | جیووانی                                | |
| سیاه‌چاله                           | ۱۹۷۹      | دکتر هانس راینهارات                    | |
| خاطرات آنه فرانک                   | ۱۹۸۰      | اوتو فرنک                              | تله‌فیلم |
| طاق نصرت                           | ۱۹۸۰      |                                        | |
| برگزیده                            | ۱۹۸۱      | پروفوسور دیوید مالتر                   | |
| The Phantom of the Opera           | ۱۹۸۳      | Sándor Korvin/The Phantom of the Opera | تله‌فیلم |
| Les Îles                           | ۱۹۸۳      | فابریتسه                               | |
| Man Under Suspicion                | ۱۹۸۴      | وکیل لاندائو                           | |
| سازمان مخفی آسیزی                  | ۱۹۸۵      | کلنل مولر                              | تله‌فیلم ۱۷۵ دقیقه ای |
| پیتر کبیر                          | ۱۹۸۶      | پتر یکم                                | مینی‌سریال تلویزیونی |
| خنده در تاریکی                     | ۱۹۸۶      |                                        | |
| An American Place                  | ۱۹۸۸      | Alfred Steiglitz                       | |
| باغ گل سرخ                         | ۱۹۸۹      | آرون                                   | |
| تازه‌کار                            | ۱۹۹۰      | لری لاندن                              | |
| کاترین جوان                        | ۱۹۹۱      | فریدریش دوم                            | |
| دوشیزه رز وایت                     | ۱۹۹۲      | Mordecai Weiss                         | تله‌فیلم نامزدی – Primetime Emmy Award for Outstanding Lead Actor in a Miniseries or a Movie |
| استالین                            | ۱۹۹۲      | ولادیمیر لنین                          | تله‌فیلم جایزه کیبل‌ای‌سی‌ئی Golden Globe Award for Best Supporting Actor - Series, Miniseries or TV Movie نامزدی – Primetime Emmy Award for Outstanding Supporting Actor in a Miniseries or a Movie                                                        |
| معجزه باد                          | ۱۹۹۳      | کلنل موپانی ثرون                       | |
| عدالت                              | ۱۹۹۳      | ایزاک کهلر                             | |
| شمع‌ها در تاریکی                    | ۱۹۹۳      | کلنل آرکوش                             | تله‌فیلم همچنین کارگردان |
| آبراهام                            | ۱۹۹۴      | فرعون                                  | تله‌فیلم |
| اودسا کوچک                         | ۱۹۹۴      | Arkady Shapira                         | |
| The Thorn Birds: The Missing Years | ۱۹۹۶      | کاردینال ویتوریو                       | مینی‌سریال تلویزیونی |
| The Vampyre Wars                   | ۱۹۹۶      | Rodan                                  | |
| Through Roses                      | ۱۹۹۷      | Carl Stern                             | |
| دروغ‌گفتن در آمریکا                 | ۱۹۹۷      | دکتر ایشتوان یوناش                     | |
| فرشته هجدهم                        | ۱۹۹۸      | پدر روحانی سیمون                       | |
| Left Luggage                       | ۱۹۹۸      | Mr. Silberschmidt                      | |
| خون‌آشامان                          | ۱۹۹۸      | کاردینال آلبا                          | |
| تأثیر عمیق                         | ۱۹۹۸      | Jason Lerner                           | |
| ژان دارک                           | ۱۹۹۹      | Brother Jean le Maistre                | مینی‌سریال تلویزیونی |
| Wer liebt, dem wachsen Flügel...   | ۱۹۹۹      | Hochberg                               | |
| I Love You, Baby                   | ۲۰۰۰      | والتر اکلند                            | |
| Fisimatenten                       | ۲۰۰۱      | Poser                                  | |
| Festival in Cannes                 | ۲۰۰۱      | Viktor Kovner                          | |
| ساحل به ساحل                       | ۲۰۰۳      | کازیمیر                                | تله‌فیلم |
| Der Fürst und das Mädchen          | ۲۰۰۳–۲۰۰۷ | Fürst Friedrich von Thorwald           | TV series |
| Die Liebe eines Priesters          | ۲۰۰۵      | Pater Christoph                        | تله‌فیلم |
| The House of Sleeping Beauties     | ۲۰۰۶      | کوگی                                   | |
| The Shell Seekers                  | ۲۰۰۶      | لاورنس استرن                           | مینی‌سریال تلویزیونی |
| Die Rosenkönigin                   | ۲۰۰۷      | Karl Friedrich Weidemann               | تله‌فیلم |
| برادران بلوم                       | ۲۰۰۸      | Diamond Dog                            | |
| Flores negras                      | ۲۰۰۹      | Jacob Krinsten                         | |
| Les brigands                       | ۲۰۱۵      | Mr. Escher                             | (آخرین نقش سینمایی؛ filmed in 2013) |